# Acacia cambagei
Acacia cambagei, comúnmente conocida como gidgee, zarzo apestoso, gidgee apestoso en inglés, o gidjiirr, por transliteración de las lenguas indígenas del noroeste de Nueva Gales del Sur, es un árbol endémico de Australia. Se encuentra principalmente en regiones semiáridas y áridas de Queensland, pero se extiende hacia el Territorio del Norte, Australia  Meridional y el noroeste de Nueva Gales del Sur. Puede alcanzar hasta 12 m de altura y puede formar extensas comunidades boscosas abiertas. Las hojas, la corteza y la hojarasca de A. cambagei producen un olor característico, que recuerda vagamente a repollo hervido, gas o alcantarillado que explica el epíteto común de "apestoso".

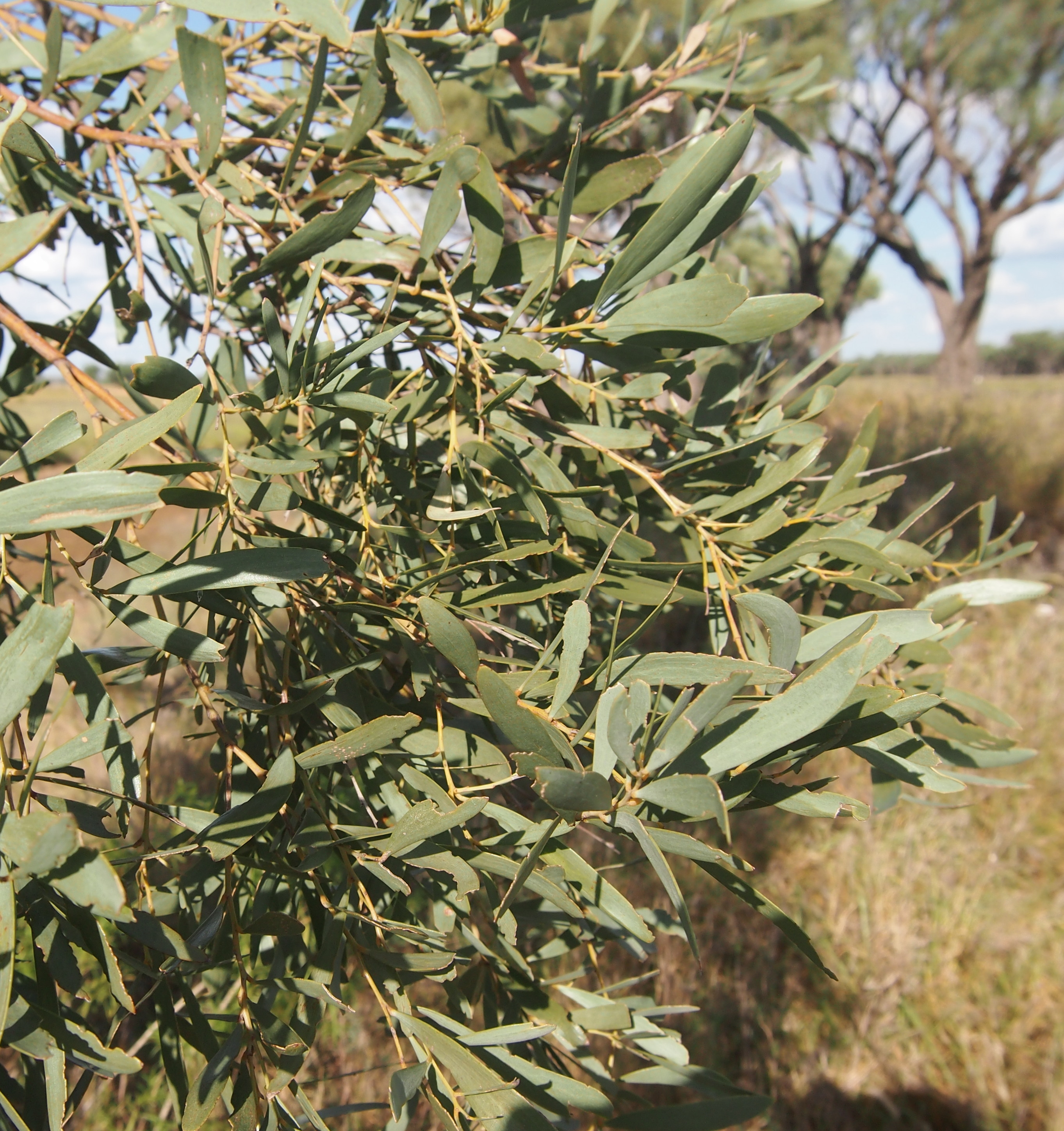
Follaje de Acacia cambagei

Confinado a regiones entre 550 y 200 mm de precipitación anual, A. cambagei se encuentra principalmente en terrenos planos y suavemente ondulados en suelos arcillosos de alta a media fertilidad en la parte oriental de su área de distribución, y a menudo forma comunidades mixtas con brigalow (A. harpophylla) que prefiere los mismos tipos de suelo. En las regiones más secas, el gidgee se encuentra principalmente en tierras rojas y margas en depresión más húmedas y áreas de bajo relieve. Las comunidades de gidgee son florísticamente similares a las comunidades de brigalow. Eucalyptus cambageana, E. populnea, Corymbia terminalis, Eremophila mitchellii y Geijera parviflora son especies leñosas típicas asociadas con las comunidades de gidgee.
Las especies asociadas con gidgee tienen una capacidad limitada para rebrotar después de un daño por fuego. La ocurrencia de incendios en cualquier bosque de gidgees sería un evento raro en circunstancias naturales, ya que los pastos son, en el mejor de los casos, escasos en estas comunidades, que consisten en especies de Chloris, Paspalidium, Dicanthium, Sporobolus y Eragrostis.